# Can Servòs
Can Servòs és una masia del municipi de les Valls d'Aguilar inclosa en l'Inventari del Patrimoni Arquitectònic de Catalunya.

## Descripció
Masia de grans dimensions de planta irregular. Està formada per un cos rectangular, amb teulada a doble vessant, i un cos trapezoïdal annex amb la teulada a tres vessants. Els dos cossos són de la mateixa alçada i les dues teulades són seguides. Consta de planta baixa, un pis i golfes. La façana principal té el portal d'arc de mig punt adovellat a la dreta i dues finestres amb llinda de fusta a l'esquerra; al primer pis hi ha un petit balcó al centre i una finestra a cada costat i, a les golfes, una petita finestra quadrada. En una altra façana hi ha una galeria d'arcs de mig punt allargats a la planta baixa i altra galeria al primer pis amb arcs més amples i baranes de fusta. A les altres façanes hi ha molt poques obertures, totes elles són allindanades i són de diverses mides: algunes són molt petites, altres són de mida mitjana i a també hi ha petits balcons.

## Història
El nom de Castellàs no apareix fins al segle xii. Abans, l'indret era conegut amb el nom de Serbaos i aquest nom l'ha mantingut la casa més important del poble, Can Servós.
Aquesta casa forta del segle xvii o XVIII, va ser construïda sobre una fortificació anterior la qual està documentada des del 1146, en el testament de Pere de Montferrer. El lloc era propietat del vescomtat de Castellbò i va ser infeudat a Berenguer de Vilamur el 1230. Posteriorment, els feudataris el van vendre com a franc alou a Roger IV de Foix pel preu de dos mil sous, l'any 1253.